# Мечкув (Нижньосілезьке воєводство)
Мечкув (пол. Mieczków, нім. Metschkau) — село в Польщі, у гміні Костомлоти Сьредського повіту Нижньосілезького воєводства.
Населення — 315 осіб (2011).
У 1975-1998 роках село належало до Вроцлавського воєводства.

## Демографія
Демографічна структура станом на 31 березня 2011 року:
|          | Загалом | Допрацездатний вік | Працездатний вік | Постпрацездатний вік |
| -------- | ------- | ------------------ | ---------------- | -------------------- |
| Чоловіки | 156     | 20                 | 120              | 16                   |
| Жінки    | 159     | 28                 | 100              | 31                   |
| Разом    | 315     | 48                 | 220              | 47                   |